# Asamblea Legislativa de Samoa
La Asamblea Legislativa es el órgano que ejerce el poder legislativo en el Estado Independiente de Samoa. Está situada en Apia, al igual que la administración central del país.
En el idioma samoano, la Asamblea Legislativa de Samoa a veces se denomina Fono de Samoa, mientras que al gobierno del país se le conoce como Malo.
La palabra fono es un término samoano y polinesio para consejos o reuniones grandes y pequeñas y se aplica a las asambleas y legislaturas nacionales, así como a los consejos locales de las aldeas.
El gobierno moderno de Samoa existe a nivel nacional junto con el fa'amatai, sistema de jefatura familiar, gobierno y organización social indígena del país.

## Historia

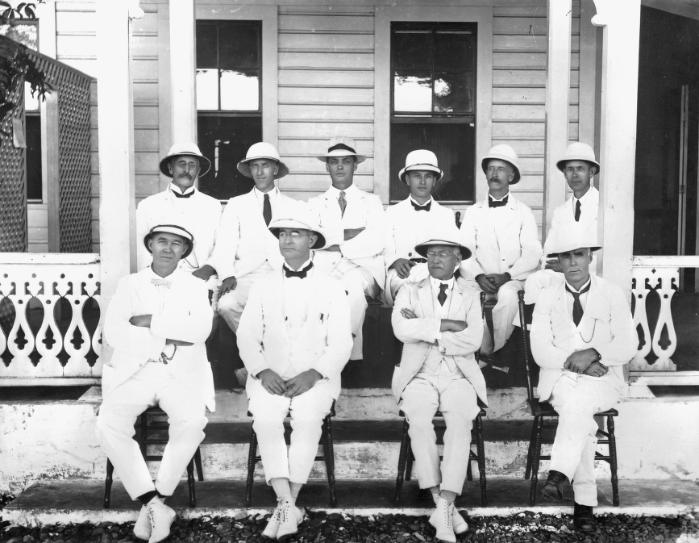
Miembros de la Primera Asamblea Legislativa de Samoa bajo la administración de Nueva Zelanda, alrededor de 1921.

El Fono de Samoa es descendiente de la Asamblea Legislativa de Samoa Occidental establecida bajo el gobierno de Nueva Zelanda a principios del siglo XX. Sobre la independencia política del país en 1962, la 5.ª Asamblea Legislativa se convirtió en el 1.er Parlamento de Samoa.

## Parlamentarios
El Fono de Samoa se compone de 49 miembros. 47 son matai (jefes de familia tradicionales), elegidos en seis circunscripciones de dos escaños y 35 de uno solo. Los otros 2 miembros son elegidos por y representan a votantes individuales, es decir, "Los ciudadanos de Samoa descendieron de los no samoanos". Se agregó un miembro adicional del Parlamento después de las elecciones de 2016 para cumplir con la cuota del 10% de parlamentarias.
Los parlamentarios son elegidos directamente por sufragio universal y tienen un mandato de cinco años.

## Jefe de Estado
El Jefe de Estado u O le Ao o le Malo es elegido por un período de cinco años por el Fono.

## Elecciones
Las elecciones se llevan a cabo bajo un sistema de pluralidad simple.
Los electores deben ser ciudadanos de Samoa y mayores de 21 años. Los candidatos deben ser calificados como electores, y además aquellos para asientos territoriales deben tener un título de matai.

## Edificio
El Fono se encuentra en un edificio con forma de colmena, basado en el tradicional fale samoano .